# Listă de localități din provincia Yukon

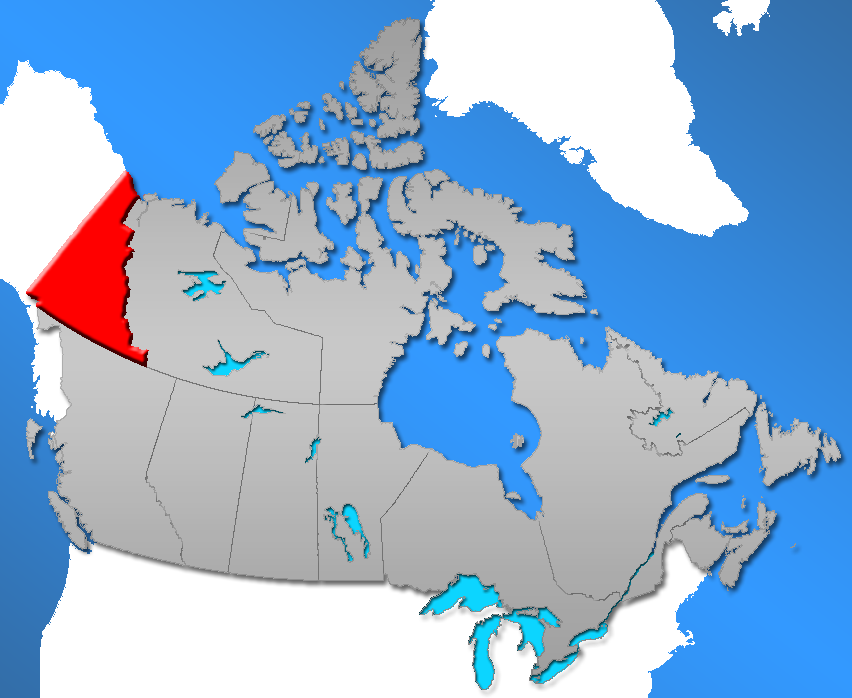
Provincia Yukon, Canada

| - Aishihik - Barlow, Yukon - Bear Creek, Yukon - Beaver Creek, Yukon - Beloud Post - Big Salmon - Braeburn, Yukon - Burwash Landing - Canyon, Yukon - Carcross - Carmacks - Champagne, Yukon - Champagne Landing 10 - Clear Creek, Yukon - Clinton Creek - Conrad, Yukon - Cowley, Yukon - Dalton Post - Dawson City - Destruction Bay - Elsa, Yukon | - Faro, Yukon - Fort Selkirk - Frances Lake - Glacier Creek - Gordon Landing - Granville, Yukon - Haines Junction - Herschel, Yukon - Ibex Valley - Johnsons Crossing - Keno City - Klondike, Yukon - Kluane - Klukshu - Koidern - Lake Laberge 1 - Lansdowne - Lansing, Yukon - Last Chance - Little Salmon - Lower Laberge | - MacRea - Mamoudzou, Yukon - Mason Landing - Mayo, Yukon - McClintock - McQuesten - Mendenhall Landing - Minto - Minto Bridge - Moosehide - Mount Lorne - Ogilvie - Old Crow - Paris, Yukon - Pelly Crossing - Rancheria - Readford - Robinson, Yukon - Ross River - Scroggie Creek | - Selwyn - Snag - Stewart Crossing - Stewart River - Sulphur - Swift River - Tagish - Talhini - Teslin - Teslin Crossing - Teslin Post 13 - Thistle Creek - Two and One-Half Mile Village - Two Mile Village - Upper Laberge - Upper Liard - Watson, Yukon - Watson Lake - Wernecke, Yukon - West Dawson - Yukon Crossing |